# Weißflügelvampir
Der Weißflügelvampir (Diaemus youngi) ist eine der drei Fledermausarten der Vampirfledermäuse (Desmodontinae), die die einzige Säugetiergruppe darstellt, die sich ausschließlich von Blut ernährt.

## Beschreibung
Weißflügelvampire erreichen eine Kopf-Rumpf-Länge von rund 85 Millimetern und ein Gewicht von 30 bis 45 Gramm. Ihr Fell ist braun oder gräulich gefärbt. Namensgebendes Merkmal sind die weißen Ränder der Flugmembranen; zwischen dem zweiten und dritten Finger ist auch die Flughaut selbst oft weißlich gefärbt. Vom nah verwandten Gemeinen Vampir unterscheidet er sich auch durch den kurzen Daumen, in den rundlicheren Ohren und der Anzahl der Zähne. Diese Fledermäuse haben 22 Zähne; die Zahnformel lautet 1/2-1/1-1/2-2/1 x2. Wie bei allen Vampirfledermäusen sind die Schneide- und Eckzähne groß und sichelförmig, die Backenzähne hingegen rückgebildet und ohne Kauflächen.

## Verbreitung und Lebensraum
Weißflügelvampire leben auf dem amerikanischen Kontinent, sie sind von Mexiko bis Argentinien verbreitet. Ihr Lebensraum sind vorrangig feuchte und trockene Wälder. Als Schlafquartiere dienen ihnen Höhlen und hohle Baumstämme.

## Lebensweise
Im Gegensatz zum Gemeinen Vampir ist die Lebensweise dieser Art kaum erforscht. Sie sind ausschließlich nachtaktiv, man nimmt an, dass sie in Gruppen von bis zu 30 Tieren zusammenleben. Ob ihr Sozialverhalten ähnlich ausgeprägt ist wie beim Gemeinen Vampir, wo Tiere das erbeutete Blut heraufwürgen und mit Artgenossen teilen, ist nicht bekannt.

## Nahrung
Weißflügelvampire ernähren sich ausschließlich vom Blut anderer Tiere, sie bevorzugen dabei Vögel wie Haus- oder Truthühner, daneben auch Säugetiere wie Ziegen oder Meerschweinchen. Rinderblut, die „Lieblingsnahrung“ des Gemeinen Vampirs, verweigern sie aber. Sie krabbeln an ihr Opfer heran und beißen es in eine nicht von Federn oder Haaren bedeckte Stelle wie die Beine. Ein Enzym im Speichel verhindert die Blutgerinnung.

## Fortpflanzung
Über die Fortpflanzung des Weißflügelvampirs ist wenig bekannt. Die Tragzeit wird auf acht bis neun Monate geschätzt und die Wurfgröße liegt, wie bei den meisten Fledermäusen, bei eins, selten zwei. In menschlicher Obhut können die Tiere rund 20 Jahre alt werden.

## Bedrohung
Vermutlich übertragen diese Fledermäuse durch ihre Bisse Tollwut und andere Krankheiten, sie werden deshalb bei Geflügelfarmern als Plage betrachtet. Über die Populationsgröße gibt es keine genauen Daten, die IUCN listet die Art aber nicht als bedroht.

## Systematik
Der Weißflügelvampir bildet zusammen mit dem Gemeinen Vampir (Desmodus rotundus) und dem Kammzahnvampir (Diphylla ecaudata) die Gruppe der Vampirfledermäuse (Desmodontinae), wobei der Weißflügelvampir das Schwestertaxon des Gemeinen Vampirs bildet und gelegentlich auch in dieselbe Gattung (Desmodus) eingeordnet wird. Die Vampirfledermäuse werden als Unterfamilie der Blattnasen (Phyllostomidae) eingeordnet, einer formenreichen, auf den amerikanischen Kontinent beschränkten Fledermausgruppe. Phylogenetisch bilden sie das Schwestertaxon aller übrigen Blattnasenarten.